# Wojciech Bucior

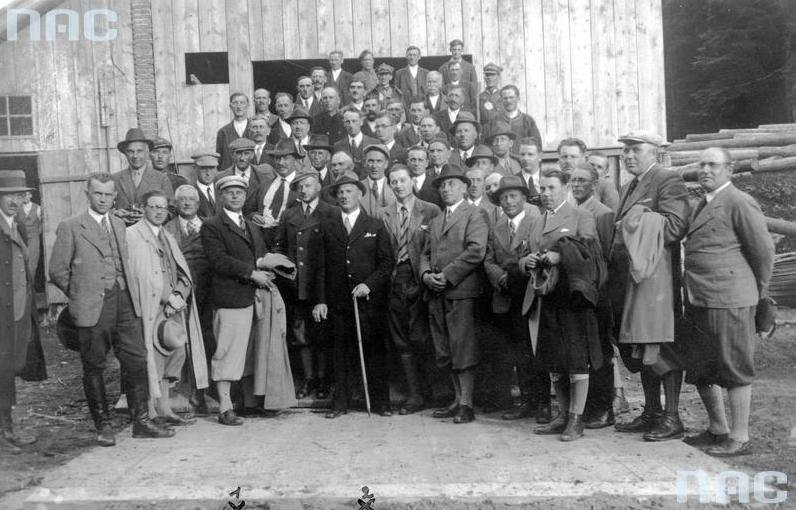
Wojciech Bucior (w środku z laską) podczas konferencji gospodarczo-leśnej w Rymanowie

Wojciech Bucior ps. „Kunigas” (ur. 15 kwietnia 1889 w Jędrzejowie, zm. 1940 w ZSRR) – major taborów Wojska Polskiego, kawaler Orderu Virtuti Militari, starosta w okresie II Rzeczypospolitej, ofiara zbrodni katyńskiej.

## Życiorys
Urodził się 15 kwietnia 1889 w Jędrzejowie jako syn Wawrzyńca i Franciszki z domu Lampe . Poprzez rodzinę był związany z Ostrowcem Świętokrzyskim. Kształcił się w rosyjskim Progimnazjum w Sandomierzu, gdzie podjął działalność w szkolnej konspiracji. Został stamtąd wydalony za udział w strajku szkolnym i manifestacji o charakterze politycznym. W lutym 1910 jako eksternista zdał egzamin dojrzałości w C. K. II Szkole Realnej we Lwowie. Przez osiem semestrów studiował geodezję na Politechnice Lwowskiej . Od 1910 przez rok odbywał służbę wojskową w armii Imperium Rosyjskiego (22 batalion saperów) . Następnie działał w Organizacji Młodzieży Niepodległościowej „Zarzewie” i Polskich Drużynach Strzeleckich, kończąc szkołę podoficerską . Jednocześnie na Politechnice Lwowskiej od 1911 do 1913 uczył się na kursie geometrów.
Po wybuchu I wojny światowej 2 sierpnia 1914 wstąpił do oddziałów strzeleckich Legionów Polskich . Pod koniec sierpnia 1914 w Kielcach wstąpił do oddziału konnego Wąsowicza. Wpierw od 2 do 14 sierpnia służył w 6 kompanii II batalionu 1 pułku piechoty, następnie przeszedł do 1 pułku ułanów (tzw. „Beliniaków”) w ramach I Brygady. W 1915 służył jako wachmistrz w II szwadronie pod dowództwem por. Mariusza Zaruskiego w składzie dywizjonu rtm. Władysława Beliny-Prażmowskiego . Dosłużył stopnia wachmistrza sztabowego z dniem 10 marca 1916. Nosił przydomek „Kunigas”. Od 5 lutego do 31 marca 1917 był słuchaczem kawaleryjskiego kursu oficerskiego przy 1 pułku ułanów w Ostrołęce. Z dniem 27 lutego 1917 przeszedł do służby taborów LP. W dniu 1 kwietnia 1917 mianowany chorążym i ukończył Szkołę Oficerów Taborowych w Warszawie.
Po kryzysie przysięgowym od końca lipca 1917 do 28 marca 1918 był internowany w forcie Beniaminów . Za swoją służbę w Legionach Polskich otrzymał Order Virtuti Militari. Po odzyskaniu wolności podjął na nowo studia na Politechnice Lwowskiej.
Po odzyskaniu przez Polskę niepodległości wstąpił 28 listopada 1918 do Wojska Polskiego. Był oficerem Komendy Placu we Lwowie od 30 listopada do 31 grudnia 1918 oraz w Rezerwie Oficerskiej od 1 do 6 stycznia 1919. Od 7 stycznia 1919 dowódca kompanii rządowej Straży Bezpieczeństwa we Lwowie. W czerwcu 1919 awansowany na porucznika. Brał udział w wojnie polsko-ukraińskiej i wojnie polsko-bolszewickiej w latach 1919–1920 . W 2 Armii pełnił funkcje zastępcy referatu taborów i koni od 24 sierpnia 1919 do 31 stycznia 1920, referenta taborów i koni od 11 kwietnia 1920, referenta taborów i koni dowództwa od 3 września 1920 do 15 marca 1921. 27 sierpnia 1920 roku został zatwierdzony z dniem 1 kwietnia 1920 w stopniu rotmistrza, w wojskach taborowych, w grupie oficerów byłych Legionów Polskich. W tym czasie był odkomenderowany ze szwadronu zapasowego taborów nr 6 do dowództwa Frontu Wołyńskiego. 
Potem był zastępcą dowódcy taborów 2 Armii od 16 marca do 31 maja 1921 . Po zakończeniu wojny został mianowany kapitanem taborów ze starszeństwem z dniem 1 czerwca 1919. Od 21 kwietnia 1923 do 30 września 1924 był dowódcą szwadronu 6 dywizjonu taborów we Lwowie. Od 1 października 1925 do 25 kwietnia 1927 sprawował stanowisko kwatermistrza 6 szwadronu taborów. Od 26 kwietnia 1927 do 4 stycznia 1928 był pełniącym obowiązki dowódcy 6 szwadronu taborów. 5 stycznia 1928 został przeniesiony do kadry oficerów taborowych z równoczesnym przydziałem do 6 Okręgowego Szefostwa Artylerii i Uzbrojenia we Lwowie na stanowisko kierownika referatu taborowego. 18 lutego 1928 został awansowany na majora ze starszeństwem z dniem 1 stycznia 1928 roku i 1. lokatą w korpusie oficerów taborowych. 1 kwietnia 1929 został przeniesiony do Szefostwa Intendentury i Taborów Okręgu Korpusu Nr VI we Lwowie na stanowisko kierownika referatu taborów. 10 października 1930 został komendantem kadry 6 dywizjonu taborów we Lwowie. Od 1 kwietnia 1934 odbywał praktykę w Ministerstwie Spraw Wewnętrznych w wymiarze 6 miesięcy. Z dniem 30 września 1935 został przeniesiony w stan spoczynku.
Od 20 stycznia 1936 piastował urząd starosty powiatu sanockiego, który pełnił przez trzy lata do wrześnai 1939. W Sanoku w 1936 został przewodniczącym sanockiego komitetu Zjazdu Górskiego zorganizowanego w sierpniu 1936 w Sanoku. Ponadto w tym mieście pełnił funkcję prezesa Związku Oficerów Rezerwy. W 1938 dokonał administracyjnego zawieszenia działalności dwóch czytelni ukraińskiego stowarzyszenia „Proswita”, działających w Komańczy i Osławicy i oskarżanych o szerzenie antagonizmu i nienawiści do ludności polskiej.
Funkcję sekretarza W. Buciora pełnił były legionista Jerzy Adamski (brat Tadeusza, szwagier Wacława i Władysława Brzozowskich). W czasie służby w Sanoku Wojciech Bucior pełnił funkcję przewodniczącego Związku Oficerów Rezerwy RP. W czerwcu 1939 został mianowany starostą powiatu trembowelskiego i sprawował ten urząd do końca II Rzeczypospolitej we wrześniu 1939. 
Po wybuchu II wojny światowej i agresji ZSRR na Polskę z 17 września 1939 na terenach wschodnich II Rzeczypospolitej został aresztowany przez Sowietów 20 września 1939 w Tarnopolu. Początkowo był osadzony w tamtejszym więzieniu, a 14 listopada przetransportowano go do obozu jenieckiego w Juchnowie, 20 grudnia do obozu jenieckiego w Kozielsku, skąd wywieziono do 7 stycznia 1940. W 1940 został zamordowany przez NKWD. Jego nazwisko znalazło się na tzw. Ukraińskiej Liście Katyńskiej opublikowanej w 1994 (został wymieniony na liście wywózkowej 41/2-24 oznaczony numerem 347). Ofiary tej części zbrodni katyńskiej zostały pochowane na otwartym w 2012 Polskim Cmentarzu Wojennym w Kijowie-Bykowni. Poprzednik Wojciecha Buciora na stanowisku starosty sanockiego, Izydor Wagner, także został ofiarą zbrodni katyńskiej dokonywanej na terenach ukraińskich.
Wojciech Bucior był dwukrotnie żonaty. Z pierwszą żoną miał syna Wojciecha (ur. 1914). Jego drugą żoną była Ludmiła z domu Kramus. Była ona przewodniczącą zarejestrowanego 7 marca 1938 Powiatowego Komitetu Pomocy Dzieciom i Młodzieży w Sanoku. Oboje mieli córkę Bogumiłę (ur. 1922). Podczas wojny obie kobiety zostały deprtowane z Trembowli w głąb ZSRR. Ludmiła Bucior zmarła w 1978, w Gwynedd, w Walii.

## Odznaczenia
- Krzyż Srebrny Orderu Wojskowego Virtuti Militari nr 5413 – 17 maja 1922[46][47]
- Krzyż Niepodległości (1931)[48]
- Krzyż Kawalerski Orderu Odrodzenia Polski[21]
- Krzyż Walecznych dwukrotnie[21]
- Złoty Krzyż Zasługi (1935)[49]
- Medal Pamiątkowy za Wojnę 1918–1921[21]
- Medal Dziesięciolecia Odzyskanej Niepodległości[21]
- Odznaka „Za wierną służbę”[21]